# Sleutelbrug (Amsterdam)
De Sleutelbrug is een vaste brug in Amsterdam-Centrum.
De welfbrug met drie doorvaarten is gelegen in de zuidelijke kade van de Grimburgwal en overspant de Oudezijds Voorburgwal. Vanaf de brug heeft men vol zicht op de gebouwen van het voormalige Binnengasthuis. De brug wordt omringd door gemeentelijke en rijksmonumenten. De grote blikvanger daaronder is het uit 1610 stammende Huis aan de Drie Grachten (de derde gracht is Oudezijds Achterburgwal). De brug zelf is vanaf 1995 een gemeentelijk monument. Naamgever van de brug is de Brouwerij De Sleutel, die in de 16e eeuw gevestigd was op het terrein van het Binnengasthuis en het Oudezijds Herenlogement.
Er ligt hier al eeuwen een brug. Op de vroegst bekende plattegrond van Amsterdam van Cornelis Anthonisz. uit 1538 is al een brug ingetekend. De brouwerij was er toen nog niet, er lagen hier stadstimmertuinen. De brug wordt op de tekening van Claes Jansz. Visscher nog gedragen door houten jukken, maar een halve eeuw later op het schilderij van Gerrit Berckheyde is er al een stenen brug te zien. De brug is daarna nog wel verlaagd om het vervoer over de brug makkelijker te maken, maar sinds circa 1860 is er eigenlijk niets meer veranderd, zo valt uit een foto van Pieter Oosterhuis te zien. Een groot gedeelte van de brug werd nog wel in 1955/1956 vernieuwd, waaronder de middenboog en het wegdek (met sindsdien gewapend beton) daarover. De brug wordt gedragen door een houten paalfundering met stalen buispalen. Die renovatie maakte deel uit van het vernieuwen van de kadewand van dit deel van de Grimburgwal tot voorbij de brug 218. De brug ligt als een parallellogram over het water.
De brug kreeg in 1995 de status van gemeentelijk monument en wordt omringd door gemeentelijke en rijksmonumenten. In die laatste categorie is het Huis aan de Drie Grachten het bekendst.

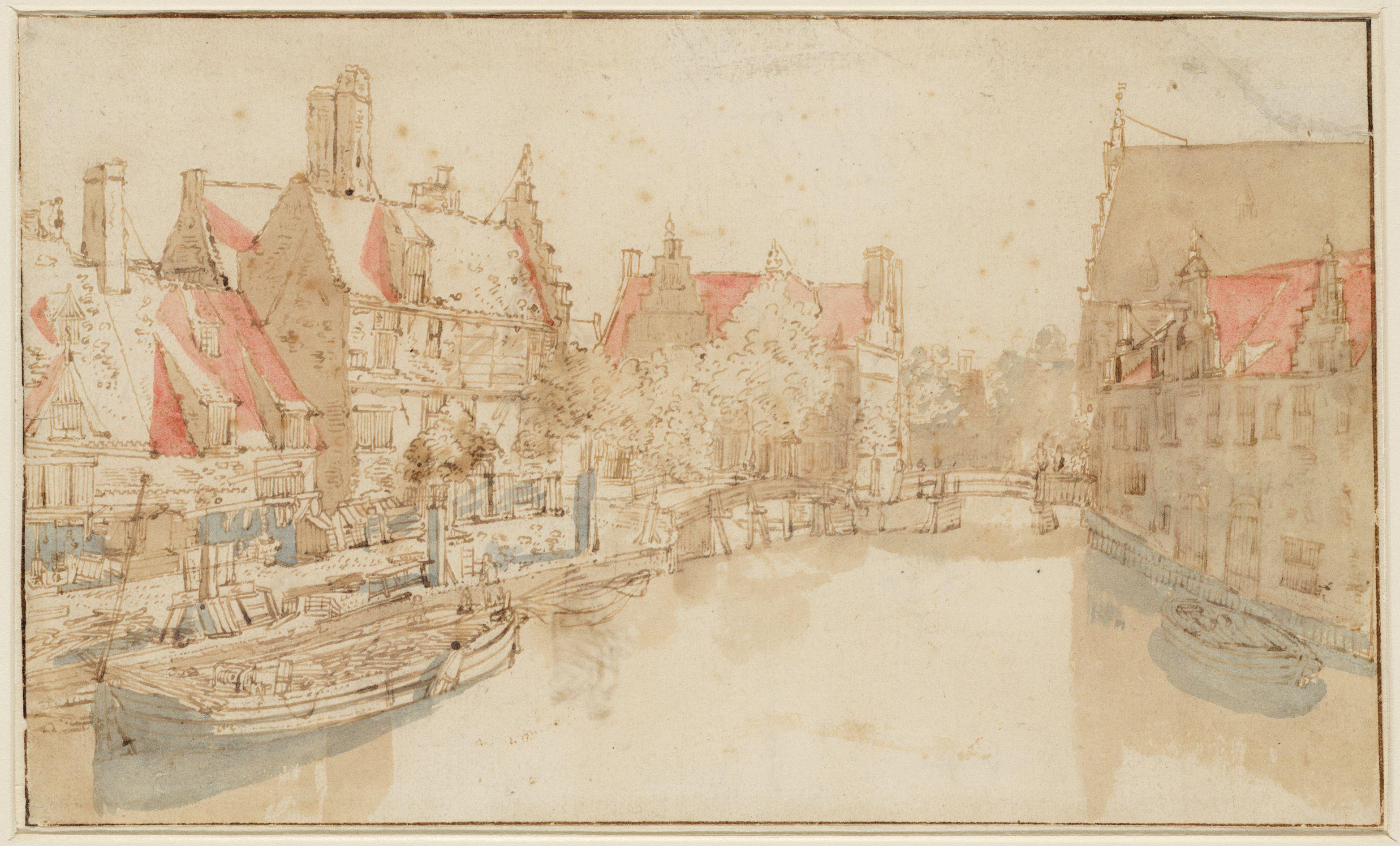
Sleutelbrug is de linkerbrug, hier getekend door Claes Jansz. Visscher in begin 17e eeuw
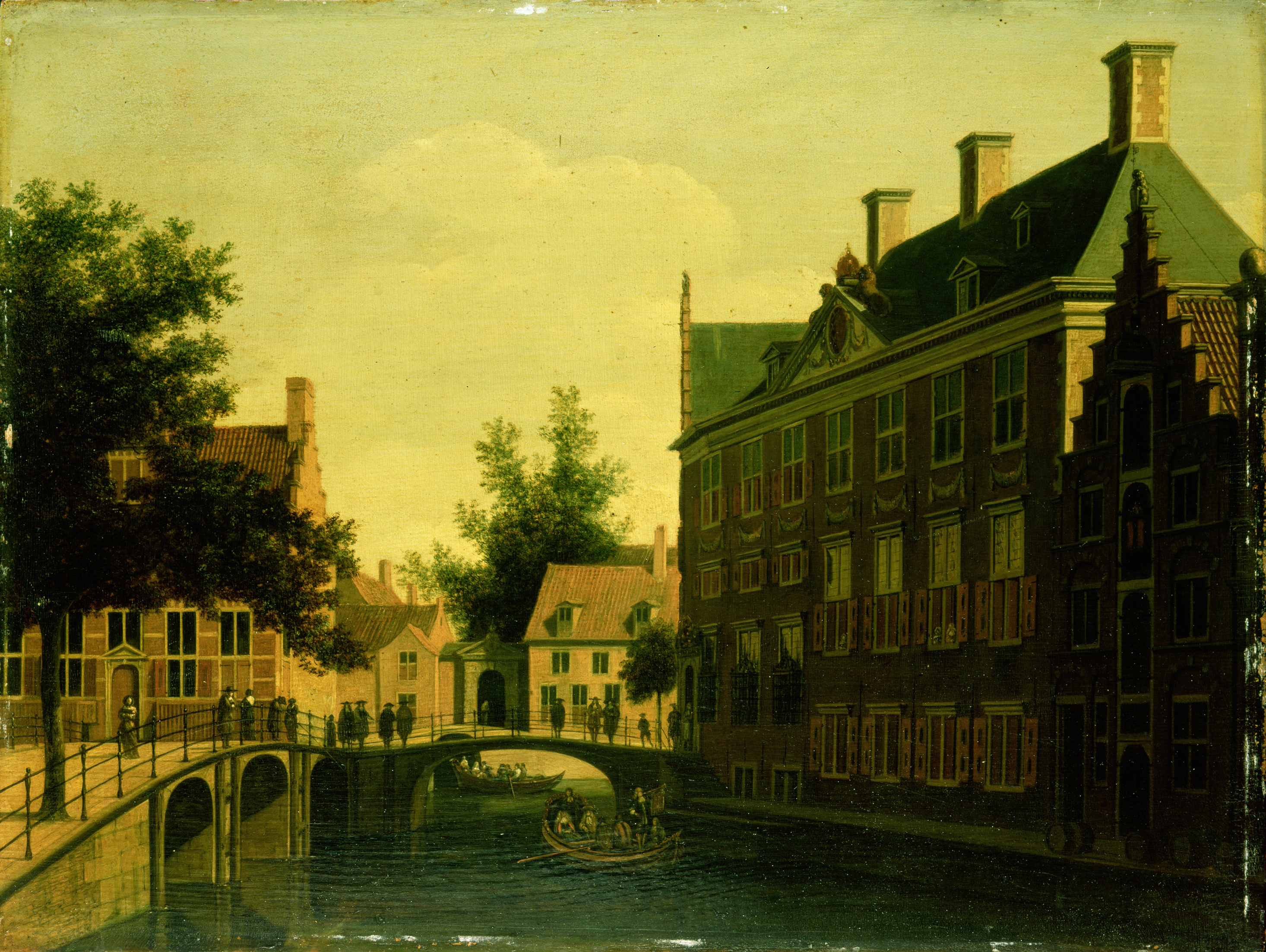
Sleutelburg is de linkerbrug, hier getekend door Gerrit Berckheyde midden 17e eeuw
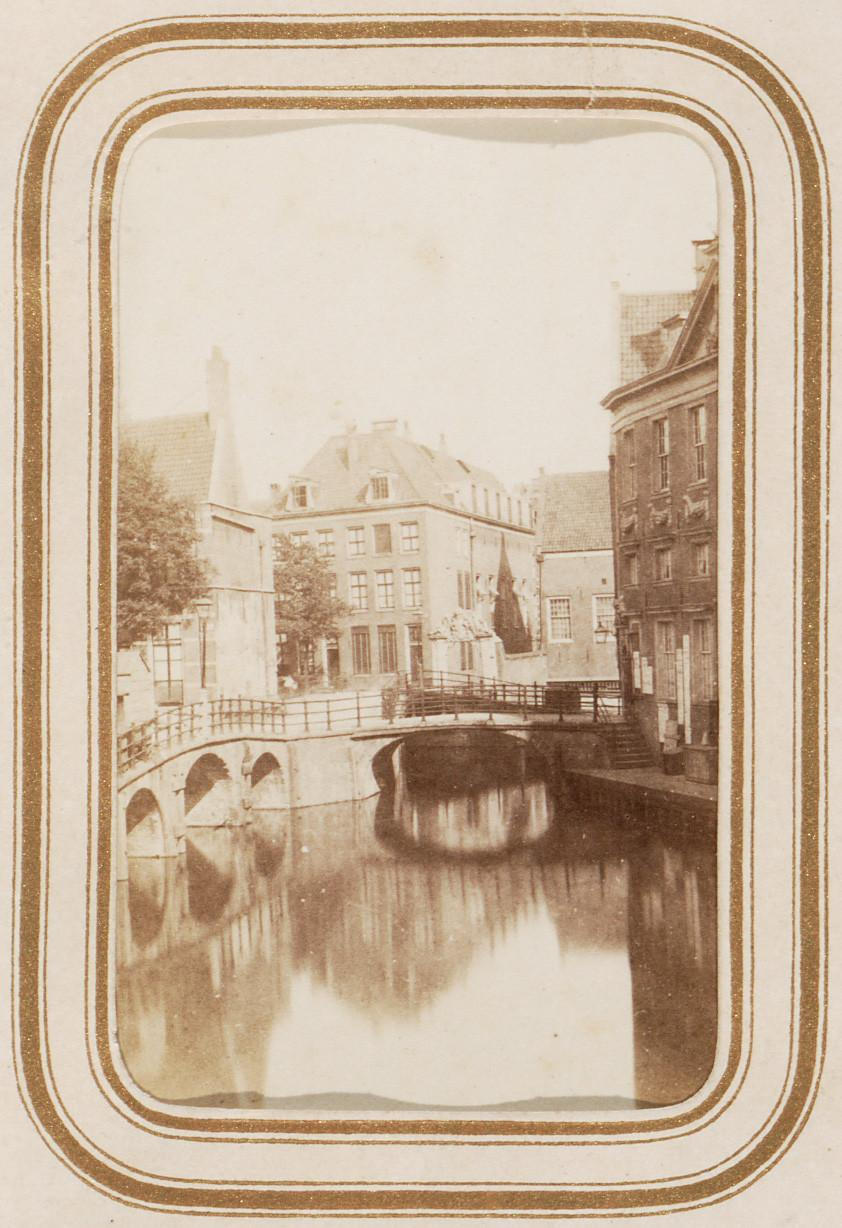
Foto van Pieter Oosterhuis, circa 1860

<<< · 200 · 201 · 202 · 203 · 204 · 205 · 206 · 207 · 208 · 209 ·  210 · 211 · 212 · 213 · 214 · 215 · 216 · 217 · 218 · 220 · 221 · 222 · 223 · 224 · 225 · 226 · 227 · 228 · 228P · 229 · 230 · 231 · 232 · 233 · 234 · 235 · 236 · 237 · 238 · 239 ·  240 · 241 · 242 · 243 · 244 · 245 · 246 · 247 · 248 · 249 ·  250 · 251 · 252 · 253 · 254 · 255 · 256 · 257 · 258 · 259 · 260 · 261 · 262 · 263 · 264 · 265 · 266 · 267 · 270 · 271 · 272 · 273 · 274 · 275 · 277 · 278 · 279 · 280 · 281 · 283 · 285 · 286 · 287 · 288 · 289 · 290 · 291 · 292 · 293 · 295 · 296 · 297 · 298 · 299 · >>>
Brugnummers 219, 268, 269, 276, 282, 284, 294 zijn niet (meer) in omloop.